# 碑传集
碑传集，是中国清朝的一本人物传记书。
该书由钱仪吉编写，辑清初至嘉庆间名人碑传文字而成。成稿于道光初年，刊行于光绪十九年（1893年），共一百六十卷。分二十五类，共计记载各种人物二千余人。
光绪初年，缪荃孙编《续碑传集》八十六卷，收道光至光绪年间人物1111人，宣统二年（1910年）出版。后闵尔昌编《碑传集补》六十卷，共七百余人，1923年成书，1932年由燕京大学研究所刊行。